# Премія «Сезар» за найкращий короткометражний ігровий фільм
Премія «Сезар» за найкращий короткометражний ігровий фільм (фр. César du meilleur court métrage de fiction) — одна з нагород Академії мистецтв та технологій кінематографа Франції у рамках національної кінопремії «Сезар», яку присуджували з 1977 по 1991 роки включно (була присуджена також у 2004 році). З 1992 року короткометражні ігрові стрічки представлені в категорії: «найкращий короткометражний фільм», нарівні з документальними та анімаційними фільмами.

## Лауреати та номінанти
Імена переможців виділено окремим кольором

### 1970-і
| Церемонія   | Фільм (оригінальна назва)                           | Українська назва                               | Режисер(и)       |
| ----------- | --------------------------------------------------- | ---------------------------------------------- | ---------------- |
| 2-га (1977) | • Comment ça va, je m'en fous                       |                                                | Франсуа де Рубэ  |
| 2-га (1977) | • Chaleurs d'été                                    | Літня спека                                    | Жан-Луї Леконте  |
| 2-га (1977) | • L'hiver approche                                  | Скоро зима                                     | Жорж Бенсуссан   |
| 2-га (1977) | • L'enfant prisonnier                               | Дитина-в'язень                                 | Жан-Мішель Карре |
| 2-га (1977) | • La nuit du beau marin peut-être                   |                                                | Франк Верпілья   |
| 2-га (1977) | • Le destin de Jean-Noël                            | Доля Жаня-Ноеля                                | Габріель Ауер    |
| 3-тя (1978) | • 500 grammes de foie de veau                       | 500 грамів телячої печінки                     | Анрі Глезер      |
| 3-тя (1978) | • Je veux mourir dans la patrie de Jean-Paul Sartre | Я хочу померти на батьківщині Жана-Поля Сартра | Моско Буко       |
| 3-тя (1978) | • Le blanc des yeux                                 | Білі очі                                       | Анрі Коломб'є    |
| 3-тя (1978) | • Sauf dimanches et fêtes                           | Крім неділі та святкових днів                  | Франсуа Оде      |
| 3-тя (1978) | • Temps souterrain                                  | Підземний час                                  | Андрас Давид     |
| 4-та (1979) | • Dégustation maison                                | Дегустація вдома                               | Софі Татіщефф    |
| 4-та (1979) | • Jeudi 7 avril                                     | Четвер, 7 квітня                               | Петер Кассовіц   |
| 4-та (1979) | • Le chien de Monsieur Michel                       | Собака пана Мішеля                             | Жан-Жак Бенекс   |
| 4-та (1979) | • L'ornière                                         | Колії                                          | Франсуа Дюпейрон |
| 5-та (1980) | • Colloque de chiens                                | Собача розмова                                 | Рауль Руїс       |
| 5-та (1980) | • Nuit féline                                       | Котяча ніч                                     | Жерар Маркс      |
| 5-та (1980) | • Sibylle                                           | Сибілла                                        | Робер Каппа      |

### 1980-і
| Церемонія    | Фільм (оригінальна назва)              | Українська назва             | Режисер(и)                  |
| ------------ | -------------------------------------- | ---------------------------- | --------------------------- |
| 6-та (1981)  | • Toine                                | Тойне                        | Едмон Сешан                 |
| 6-та (1981)  | • La découverte                        | Відкриття                    | Артюр Жоффе                 |
| 6-та (1981)  | • Le bruit des jambes de Lucie         | Звук ніг Люсі                | Анна Кесман                 |
| 6-та (1981)  | • Vive la mariée                       |                              | Патріс Нойя                 |
| 7-ма (1982)  | • Les photos d'Alix                    | Фотографії Алікс             | Жан Есташ                   |
| 7-ма (1982)  | • Cher Alexandre                       | Шановний Александре          | Анн Лемоньєр                |
| 7-ма (1982)  | • Le rat noir d'Amérique               | Американський чорний щур     | Жером Енріко                |
| 7-ма (1982)  | • Le concept subtil                    | Тонке поняття                | Жерар Кравчик               |
| 8-ма (1983)  | • Bluff                                | Блеф                         | Філіп Бенсуссан             |
| 8-ма (1983)  | • Canta Gitano                         | Тікай, циган                 | Тоні Ґатліф                 |
| 8-ма (1983)  | • La saisie                            | Захоплення                   | Ів Ноель-Франсуа            |
| 8-ма (1983)  | • Merlin ou le cours de l'or           | Мерлін або золотий курс      | Артюр Жоффе                 |
| 9-та (1984)  | • Star suburb: La banlieue des étoiles | Передмістя зірок             | Стефан Друо                 |
| 9-та (1984)  | • Coup de feu                          |                              | Магалі Клеман               |
| 9-та (1984)  | • Panique au montage                   |                              | Олів'є Есмен                |
| 9-та (1984)  | • Toro Moreno                          | Торо Морено                  | Жерар Кравчик               |
| 10-та (1985) | • Première classe                      | Перші заняття                | Мехді Ель Глауї             |
| 10-та (1985) | • La combine de la girafe              | Поєднання жирафа             | Тома Жилу                   |
| 10-та (1985) | • Homicide by Night                    | Нічне вбивство               | Жерар Кравчик               |
| 10-та (1985) | • Oiseau de sang                       |                              | Фрідерік Ріппер             |
| 10-та (1985) | • Premiers mètres                      | Перші метри                  | П'єр Леві                   |
| 11-та (1986) | • Grosse                               | Товстун                      | Брижіт Роюан                |
| 11-та (1986) | • La consultation                      | Консультація                 | Радован Тадич               |
| 11-та (1986) | • Dialogue de sourds                   | Діалог глухих                | Бернар Ноєр                 |
| 11-та (1986) | • Juste avant le mariage               | Незадовго до весілля         | Жак Дешам                   |
| 11-та (1986) | • Le Livre de Marie                    | Книга Марі                   | Анн-Марі М'євіль            |
| 12-та (1987) | • La goula                             |                              | Роже Ґійо                   |
| 12-та (1987) | • Alger la blanche                     | Білий Алжир                  | Сиріл Коллар                |
| 12-та (1987) | • Bel ragazzo                          | Гарний хопчик                | Жорж Бенсуссан              |
| 12-та (1987) | • Boccetta revient de guerre           | Бокетта повертається з війни | Жан-П'є Сінапі              |
| 12-та (1987) | • Bol de jour                          |                              | Анрі Грювман                |
| 12-та (1987) | • Deobernique                          |                              | Селія Каннінг, Раймон Гурьє |
| 12-та (1987) | • Joseph M                             | Жозеф М                      | Жак Клюзо                   |
| 12-та (1987) | • La poupée qui tousse                 | Лялька, яка кашляє           | Фарід Лахуасса              |
| 12-та (1987) | • Le Bridge                            | Міст                         | Жиль Даньє                  |
| 12-та (1987) | • Le maître-chanteur                   | Шантажист                    | Матіас Леду                 |
| 12-та (1987) | • Les arcandiers                       |                              | Мануель Санчес              |
| 12-та (1987) | • Pauline-épaulettes                   |                              | Стефані де Марей            |
| 12-та (1987) | • Sur les talus                        | На схилах                    | Лоранс Феррейра Барбоза     |
| 12-та (1987) | • Synthétique opérette                 | Синтетична оперета           | Олів'є Есмен                |
| 12-та (1987) | • Le torero hallucinogène              | Галюциногенний тореадор      | Стефан Клавьє               |
| 12-та (1987) | • Triple sec                           | Потрійна секунда             | Ів Тома                     |
| 12-та (1987) | • Une fille                            | Дівчинка                     | Анрі Герре                  |
| 12-та (1987) | • Zambinella                           | Замбінелла                   | Катрін К. Галоде            |
| 13-та (1988) | • Présence féminine                    | Жіноча присутність           | Ерік Рошан                  |
| 13-та (1988) | • D'après Maria                        | За словами Марії             | Жан-Клод Робер              |
| 13-та (1988) | • Pétition                             | Петиція                      | Жан-Луї Комоллі             |
| 14-та (1989) | • Lamento                              | Ламенто                      | Франсуа Дюпейрон            |
| 14-та (1989) | • Big Bang                             | Біг Бен                      | Ерік Ворет                  |
| 14-та (1989) | • New York 1935                        | Нью-Йорк, 1935               | Мішель Ферран-Лафайє        |
| 14-та (1989) | • Une femme pour l'hiver               | Жінка на зиму                | Мануель Флеш                |
| 15-та (1990) | • Lune froide                          | Холодний місяць              | Патрік Бушіте               |
| 15-та (1990) | • Ce qui me meut                       | Що рухає мною                | Седрік Клапіш               |
| 15-та (1990) | • Vol nuptial                          | Шлюбний політ                | Домінік Кревкер             |

### 1990-і
| Церемонія    | Фільм (оригінальна назва) | Українська назва  | Режисер(и)    |
| ------------ | ------------------------- | ----------------- | ------------- |
| 16-та (1991) | • Foutaises               | Дрібниці          | Жан-П'єр Жене |
| 16-та (1991) | • Deux pièces/cuisine     | Дві кімнати/кухня | Філіп Гаррель |
| 16-та (1991) | • Final                   | Фінал             | Ірен Жуанне   |
| 16-та (1991) | • Uhloz                   | Юлоз              | Ґай Жак       |

### 2000-і
| Церемонія    | Фільм (оригінальна назва) | Українська назва  | Режисер(и)   |
| ------------ | ------------------------- | ----------------- | ------------ |
| 29-та (2004) | • L'Homme sans tête       | Людина без голови | Хуан Соланас |